# Kostel svatého Vavřince (Čistá)
Hřbitovní kostel svatého Vavřince v Čisté je barokní stavba z přelomu 17. a 18. století. Nachází se na jižním okraji obce Čistá v okrese Mladá Boleslav. Od roku 1958 je kostel i hřbitov chráněn jako kulturní památka České republiky.

## Historie
První zmínka o zdejším hřbitovním kostele je z poloviny 14. století. V té době zde byla také plebánie. V době husitských válek byla farnost zrušena a kostel později přešel pod správu farnosti v Bělé pod Bezdězem.
Současná barokní podoba kostela je z let 1697 až 1700. Nový kostel vznikl na místě staršího, tehdy poničeného menšího kostelíka, z něhož byla pravděpodobně použita část materiálu. Další opravy proběhly v roce 1897 zásluhou Karla Dlouhého z Mladé Boleslavi.

## Popis

### Exteriér
Kostel je jednolodní, obdélný, s obdélným presbytářem, loď je trojosá. Západnímu průčelí kostela dominuje čtyřboká věž s poměrně nízkou střechou, na východní straně je vyzdvižen štíhlý sanktusník.
Na hřbitově u kostela jsou některé náhrobky z 19. století. V parku před kostelem stojí litinový kříž na kamenném novogotickém stylobatu z roku 1872.

### Interiér
Vnitřní zařízení kostela pochází zčásti z doby barokní a zčásti z 19. století. Oltářní obrazy sv. Vavřince a Nejsvětější Trojice pochází z roku 1865. Byly zde varhany z počátku 19. století, které v roce 1836 prošly opravou turnovského varhanáře Václava Adama Jana Mrazíka. Současné varhany byly pořízeny v roce 1911 od firmy Kobrle z Lomnice nad Popelkou. Obrazy křížové cesty z roku 1852 namaloval Josef August Bubák. Kostel se v minulosti opakovaně stal cílem zlodějů, což se na jeho vybavení neblaze podepsalo.

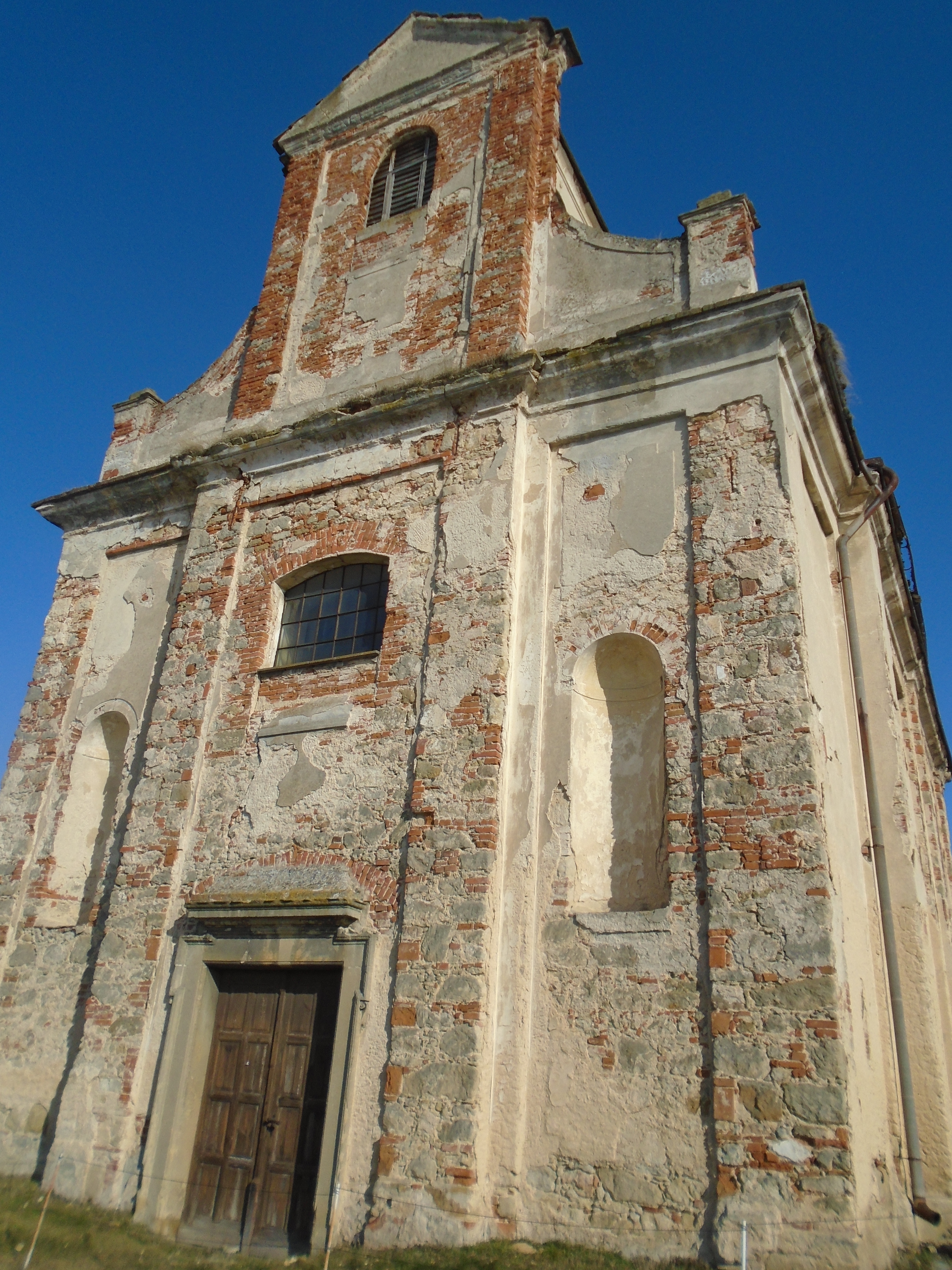
Průčelí kostela
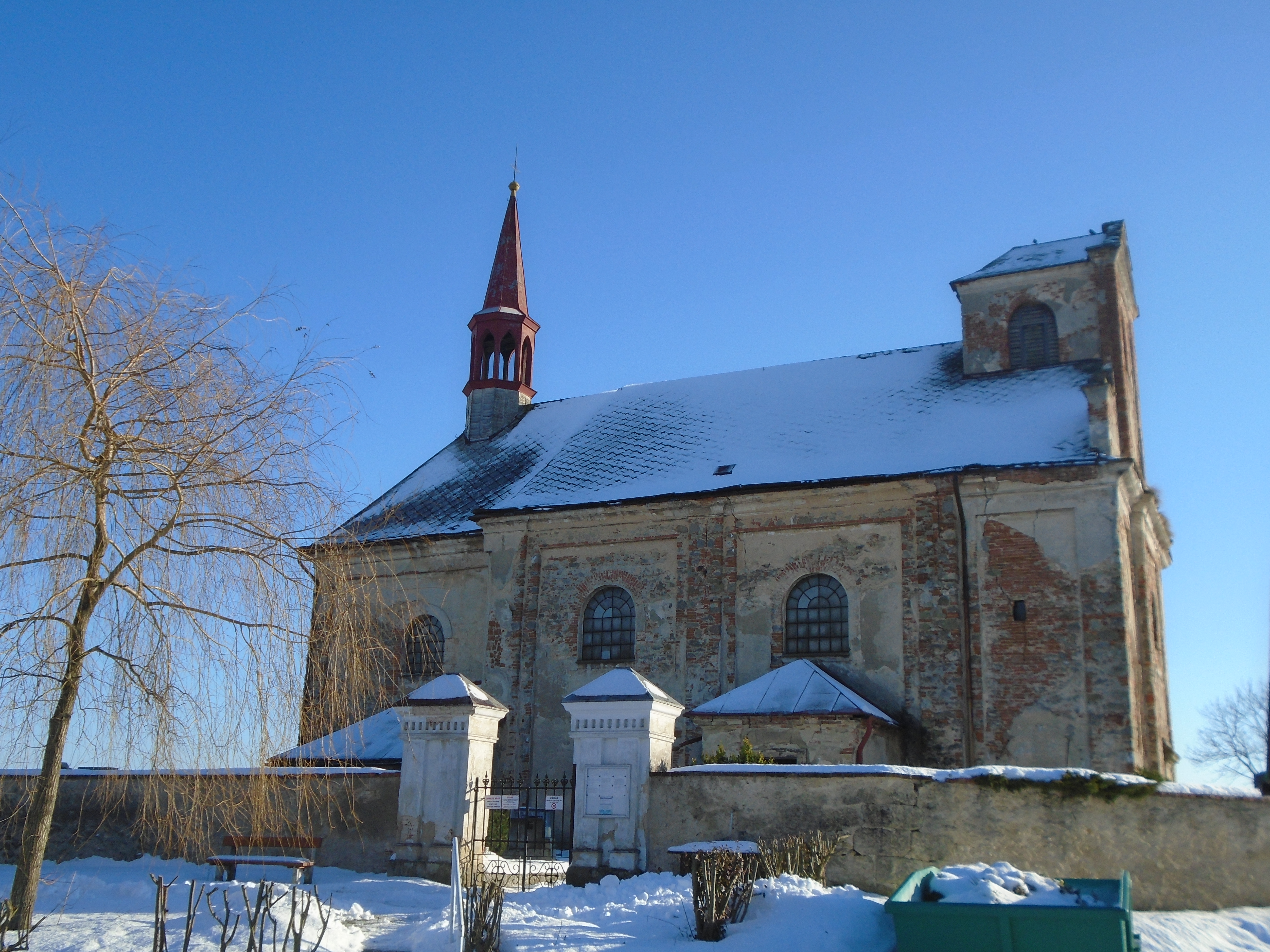
Kostel od severu
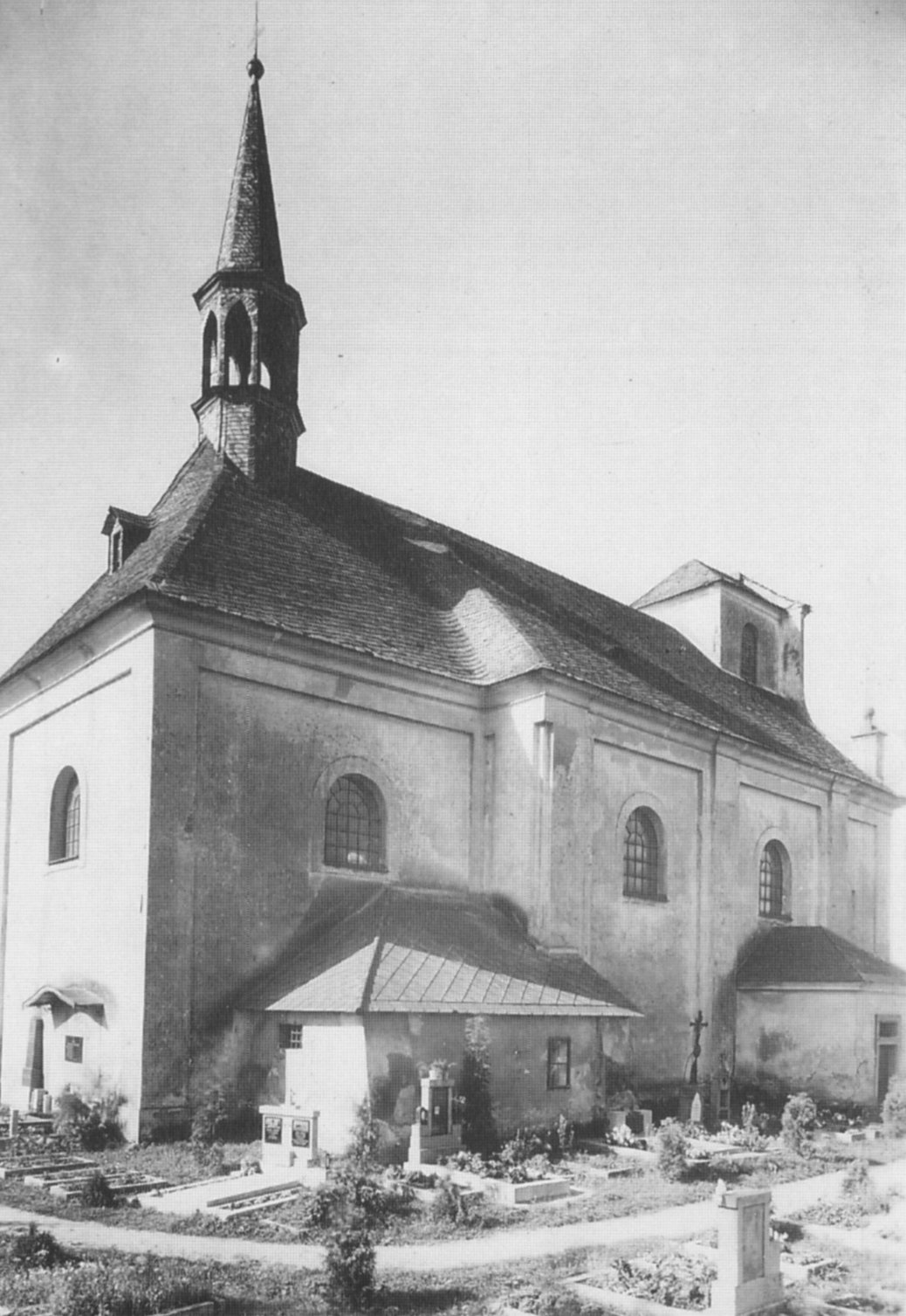
Kostel v roce 1943

### Zvony
Seznam zvonů doložených ve věži nebo sanktusníku kostela:
| Výzdoba                                               | Nápis | Průměr | Historie zvonu                                               | Stav                                |
| ----------------------------------------------------- | --- | ------ | ------------------------------------------------------------ | ----------------------------------- |
|                                                       | |        | Zvon z roku 1926                                             | Zrekvírován za druhé světové války? |
| pás rozvilin, reliéf sv. Jana a Pavla, erb Valdštejnů | FRANCISCVS ANTONIVS FRANCK ME FUDIT/ TENTO ZWON KE CZTI A SLAWIE SWATYCH MVCZEDLNIKUW IANA A PAWLA W PRAZE ROKV 1764 S NAKLADEM CHRAMV PANIE CZYSTECKYHO S: WAWRZINCZE ZA PANOWANI GEHO EXCEL: P. P. VINCENCIVSA HRABIETE Z WALDSTEYNA A Z WARTENBERKV A ZA CZASV P. WACZLAWA HERRMONA FARRARZAE BIELSKYHO | 69 cm  | Zvon z roku 1764                                             | Zrekvírován v roce 1917             |
| palmové listy, dubové listy, reliéf sv. Vavřince      | K SLAWE WEČNEHO BOHA CHRISTIAN MNE OBNOWIT DAL/ Gegossen von K. W. Paul in böh. Leippa 1833 | 59 cm  | Zvon přelitý v roce 1833                                     | Zrekvírován za druhé světové války  |
|                                                       | |        | Zvonek z roku 1643 v sanktusníku                             | Neznámý                             |
|                                                       | pod korunou a na plášti německý nápis |        | Zvon získaný farářem Bělohlavem jako náhrada za zrekvírované | Umístěn ve věži                     |

### Márnice
Součástí hřbitova je i původně barokní márnice z roku 1700. Mezi lety 1939 až 1940 byla přestavěna, aby dle předpisů splňovala parametry márnice a pitevny. Přestavba mezi lety 1995–1997 redukovala prvky druhoválečné přestavby a přiblížila se k původní podobě.

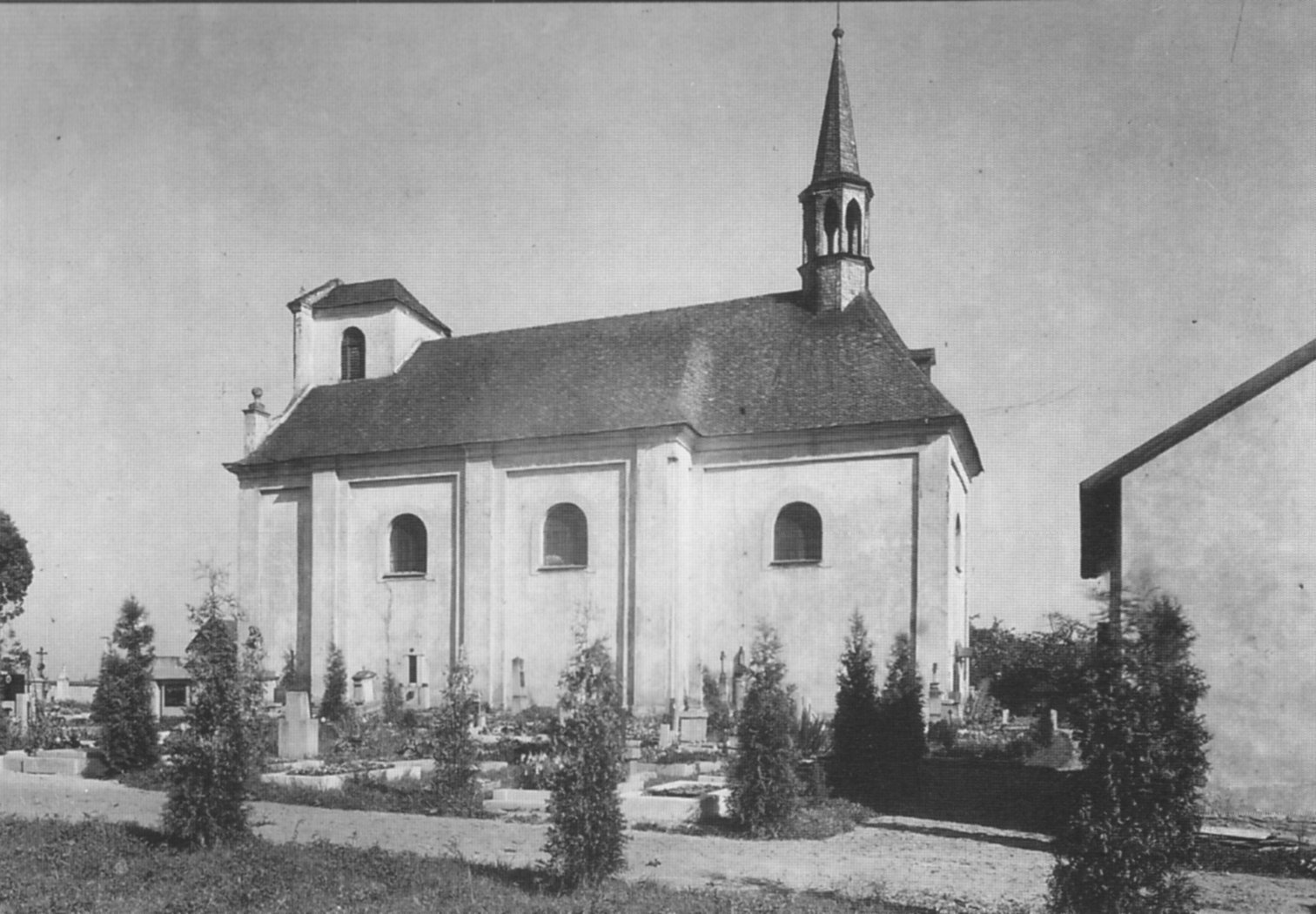
Vpravo podoba márnice v roce 1943
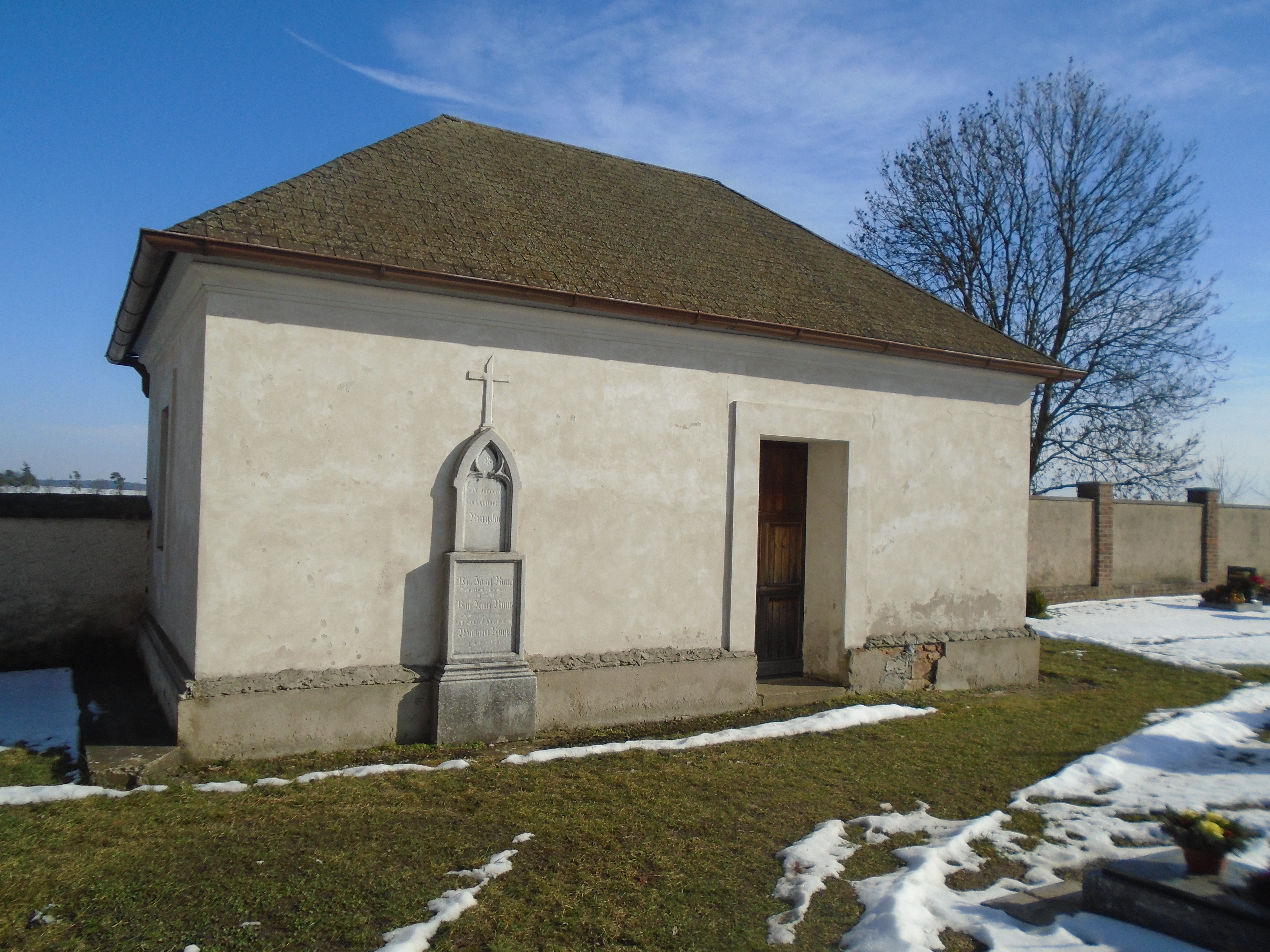
Márnice v roce 2021
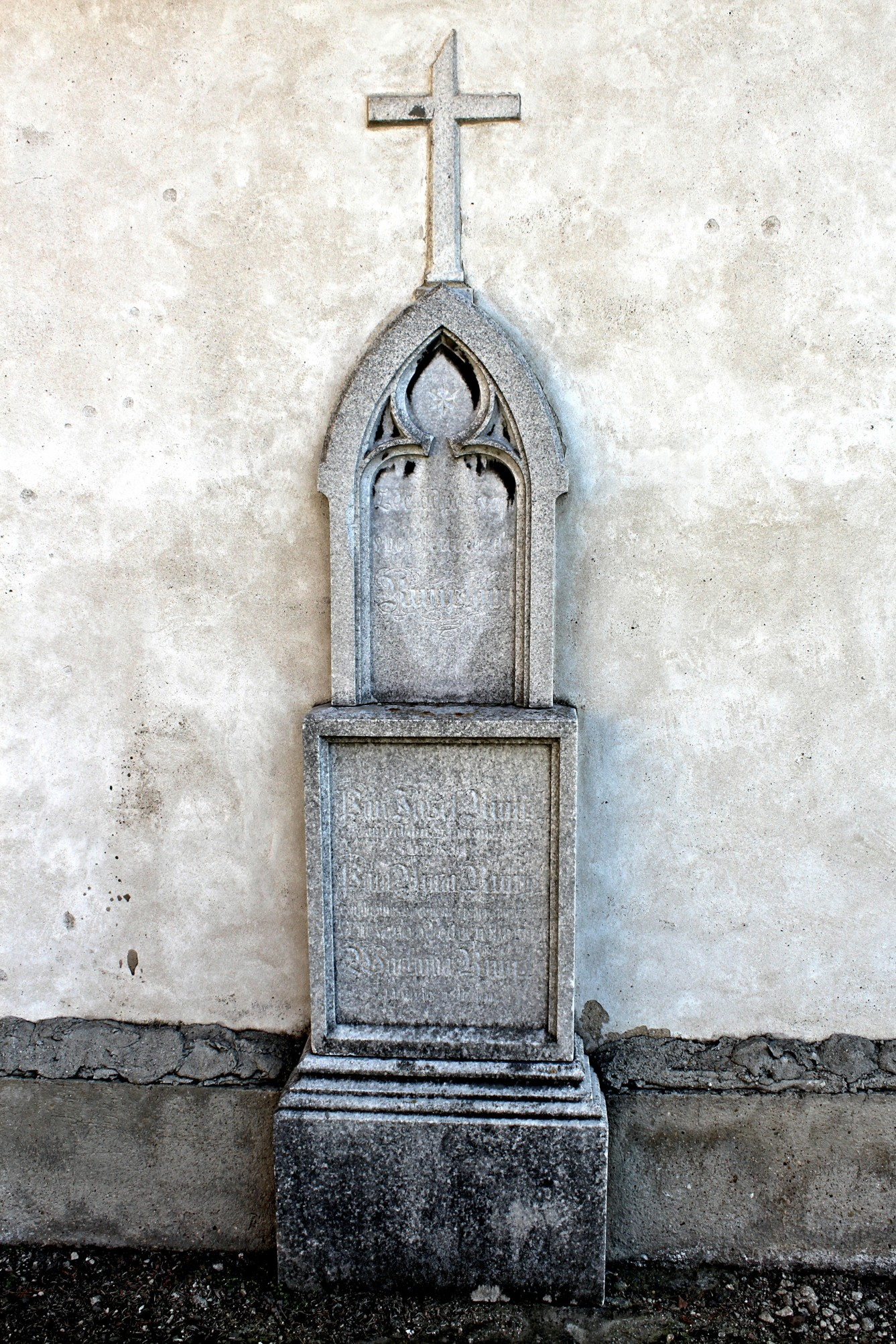
Náhrobek u zdi márnice

## Provoz kostela
V neděli po svátku sv. Vavřince 10. srpna se v Čisté koná pouť.